# Большая Речка (приток Оби)
Больша́я Ре́чка — река в России, правый приток Оби, протекает по равнинной части Алтайского края.

## География

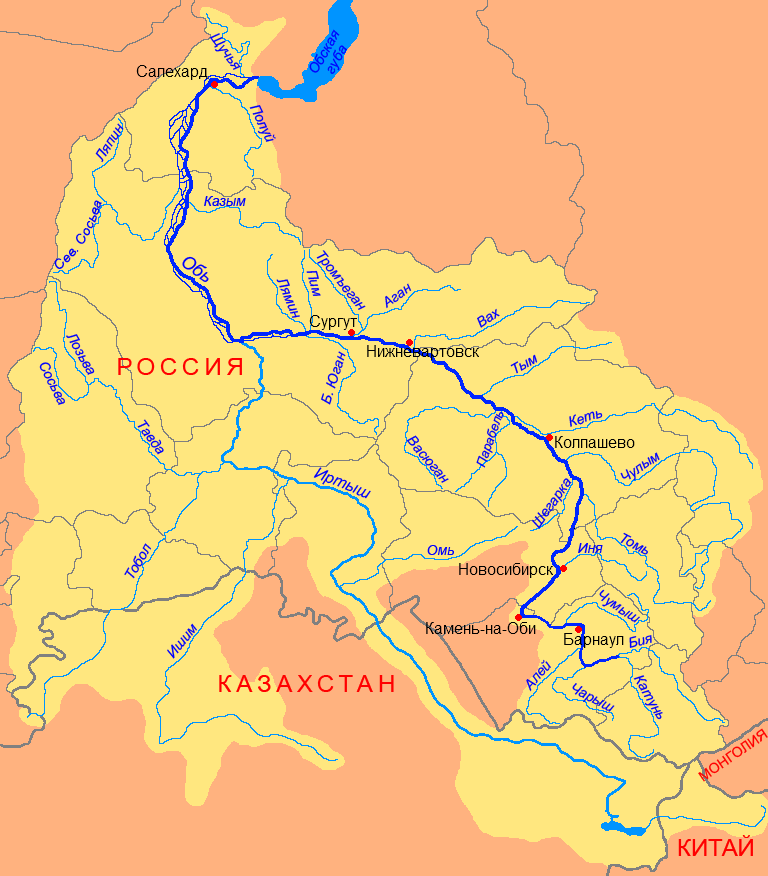
Бассейн Оби

Большая Речка начинается в 10 км юго-восточнее села Горновое Троицкого района Алтайского края. От истока сначала петляет — течёт на север, запад, северо-восток, после села Хомутино принимает юго-западное направление, сохраняющееся почти на всём протяжении.
Верховая часть бассейна лежит на Бийско-Чумышской возвышенности с густой сетью котловин с заболоченным дном, степная местность перемежается здесь участками леса. В селе Троицкое река достигает границы Верхнеобского бора — большого лесного массива, занимающего излучину Оби. До села Загайново река течёт по краю бора, после чего уходит вглубь лесного массива. Низовая часть речного бассейна лежит в заболоченной древней долине Оби.
Большая Речка впадает в Обь несколькими рукавами ниже сёл Володарка и Чаузово Топчихинского района, которые расположены при разветвлении его в рукава. Последний приток Большой Речки — Камышинка — впадает в её южный рукав примерно в километре от слияния с Обью.
Речная долина в верховьях и среднем течении (до села Загайново) хорошо разработана, с крутыми склонами высотой 20—40 м. В низовьях долина практически не выражена. Пойма развита практически на всем протяжении, особенно в среднем и нижнем течениях; в низовьях пойма достигает 5 км в ширину и ежегодно затопляется.
В бассейне Большой Речки располагается 294 озера общей площадью 28,9 км². Крупнейшее из них — озеро Большое Камышное, из которого вытекает левый приток Камышинка.

## Притоки
- 1 км: Камышинка (лв)
- 17 км: Листвянка (пр)
- 91 км: Боровлянка (лв)
- 99 км: Белая (лв)
- 156 км: Ельцовка (лв)
- 163 км: Шершниха (пр)
- 182 км: Лукова (лв)
- 237 км: Топки (лв)
- 241 км: Климиха (лв)

## Гидрология
Длина реки — 258 км, площадь бассейна — 4000 км². Среднегодовой сток, измеренный в 112 км от устья около села Троицкое в 1960—1998 годах, составляет 4,48 м³/с. Многогодовой минимум стока наблюдается в январе (2,21 м³/с), максимум — в апреле (21,66 м³/с). За период наблюдений абсолютный минимум месячного стока (1,24 м³/с) наблюдался в марте 1990 года, абсолютный максимум (42,4 м³/с) — в апреле 1971.
Большая Речка замерзает в середине ноября, вскрывается в начале апреля. Толщина льда зимой — 50—70 см. Река не пересыхает и не перемерзает до дна. Во время весеннего половодья в апреле уровень воды поднимается на 2—3 м, при дождевых паводках — на 0,1—0,2 м.

## Инфраструктура
Большая Речка протекает по территории Целинного (небольшой отрезок в верховьях около села Хомутин), Троицкого и Топчихинского районов Алтайского края. Её бассейн также лежит преимущественно в пределах этих районов, только в низовьях часть водосбора её последнего притока Камышенки и озера Большого Камышного находится на территории Усть-Пристанского и Быстроистокского районов.
Крупных городских центров на реке нет, однако бассейн её верхнего и среднего течения густо населён и на реке существует много сельских населённых пунктов: Горновое, Хомутин, Краснояры, Талдинка, Гордеевка, Большая Речка, Троицкое (райцентр), Тюмень, Загайново. Лесная часть реки почти не населена, посреди бора на реке находится село Листвянка, а у разветвления её на рукава перед слиянием с Обью — сёла Чаузово и Володарка.
Почти все сёла над верхним и средним течением Большой Речки соединены региональными и местными автодорогами с твёрдым покрытием. В селе Троицкое реку пересекает железная дорога Барнаул — Бийск (станция Большая Речка), между сёлами Троицкое и Большая Речка проходит федеральная автомагистраль Р256 Новосибирск — граница с Монголией (Чуйский тракт). В лесной части бассейна существуют лишь грунтовые дороги низкого качества.
Река не судоходна. В 1960-х годах Управлением малых рек Алтайского края делались неудачные попытки наладить судоходство мелкосидящими буксирами в низовьях реки. Ниже села Загайново (в пределах Верхнеобского бора) река использовалась для лесосплава; русло в низовьях завалено затонувшими деревьями.

## Данные водного реестра
По данным государственного водного реестра России относится к Верхнеобскому бассейновому округу, водохозяйственный участок реки — Обь от слияния рек Бия и Катунь до города Барнаул, без реки Алей, речной подбассейн реки — бассейны притоков (Верхней) Оби до впадения Томи. Речной бассейн реки — (Верхняя) Обь до впадения Иртыша.